# Robin Wells
Robin Elizabeth Wells (1959) és una economista estatunidenca. És la coautora de diversos textos d'economia.
Wells va rebre el seu BA de la Universitat de Chicago i el seu PhD de la Universitat de Califòrnia, Berkeley. Després d'obtenir el seu PhD en el grau d'economia de la UC Berkeley, Wells va obtenir un lloc com a investigadora postdoctoral a l'Institut de Massachusetts de Tecnologia (MIT). Ha ensenyat o fet recerca a la Universitat de Michigan, la Universitat de Southampton, la Universitat Stanford, al MIT, i a la Universitat de Princeton.
Wells és la coautora de diversos llibres d'economia amb el seu marit, l'economista Paul Krugman, Macroeconomia i Microeconomia, que està en el top de llibres de text utilitzats en universitats dels Estats Units avui en dia. Per a la realització de The Occupy Handbook (llibre sobre el moviment Occupy Wall Street) Wells va actuar com a editor convidat i va aportar un article original. És una escriptora freqüent pel The Guardian online, ha publicat articles en revistes d'economia, i ha bloguejat pel Huffington Post. Amb el seu marit, ha coescrit tant articles com ressenyes de llibres pel The New York Review of Books. Wells ensenya Ioga Forrest a Princeton, Nova Jersey.

## Obres
- Economia: Edició europea (primavera 2007), Paul Krugman, Robin Wells, i Kathryn Graddy.
- Krugman, Paul R.; Wells, Robin. Macroeconomics (en anglès).  Worth Publishers, 2006. ISBN 0-7167-6763-5.
- Krugman, Paul R.; Wells, Robin. Economics (en anglès).  Nova York: Worth Publishers, 2006. ISBN 1-57259-150-1. OCLC 758212877.
- Microeconomics (març 2004), Paul Krugman i Robin Wells. ISBN 0-7167-5997-7
- The Occupy Handbook (abril 2012), editat per Janet Byrne. ISBN 0-3162-2021-3